# Gambas
Gambasはオブジェクト指向BASICを用いる統合開発環境/RAD。基本的にはLinux向けだが、FreeBSDなどでも動作する。コンパイラはC言語で、拡張コンポーネントはCもしくはC++で、IDEはGambasそれ自体で実装されている。
Gambasの名称は"Gambas Almost Mean BASic"の略で、Visual Basicのような開発環境であることをうたっている。

## 特徴
軽快に動作することに開発の力点が置かれており、実行にランタイムを必要とする言語としては必要とされるリソースが少ない。
Qt/GTKに対応したGUIデザイナが付属しており（IDEそのものはQtのみ）、簡単にGUIが作成出来る。各ウィジェットも自動的にコードとリンクされる。
Qt/Gtk+アプリケーションの他、SDL・ウェブアプリケーション・CLIアプリケーション等も作成可。
パッケージャが付属しており、特定のディストリビューションに対応したインストールパッケージをダイアログに答えてゆくだけで作成可能。最新版（2.15.2）で対応しているディストリビューションは以下のとおり。
- Debian
- Fedora
- Mandriva
- OpenSUSE
- Slackware
- Ubuntu

## 言語仕様
基本的な方向性としては.NET化以前のVisual Basicに似ており、ごく単純なコードなら見分けがつかないほどである。
例："Button1"をクリックしたときに"Label1"に"Hello World!"と表示するコード。
```
PUBLIC SUB Button1_Click()

   Label1.Text="Hello World!"

END
```

他の特徴
- グローバル変数・メソッドの無いオブジェクト指向で、コードはすべてクラスファイルもしくはモジュールファイルに記述される。
- クラスの継承・オーバーロード・スーパークラスへのアクセスが可能。
- パブリック変数とプロパティを併用可能。
- TRY/CATCH/FINALLY等による例外処理が可能。
- CLIコマンドを直接実行可能。パイプも通るため、これだけでかなり高度な処理が出来る。